# (1275) Кимбрия
(1275) Кимбрия (нем. Cimbria) — астероид главного пояса, который был открыт 30 ноября 1932 года немецким астрономом Карлом Рейнмутом в обсерватории Хайдельберг в Германии. Астероид назван в честь древнегерманского народа кимвры.
Длительность одного оборота астероида Кимбрия вокруг Солнца составляет 4,386 года.